# Palazzo delle Assicurazioni Generali (Roma)
Il Palazzo delle Assicurazioni Generali è un edificio neorinascimentale di Roma che si trova sul lato orientale di Piazza Venezia, nel rione Trevi, di fronte al Palazzo Venezia, molto più vecchio e da cui prende ispirazione. Il palazzo venne costruito dalla compagnia assicuratrice Assicurazioni Generali che ne detiene tuttora la proprietà e da cui il palazzo prende il nome.

## Storia

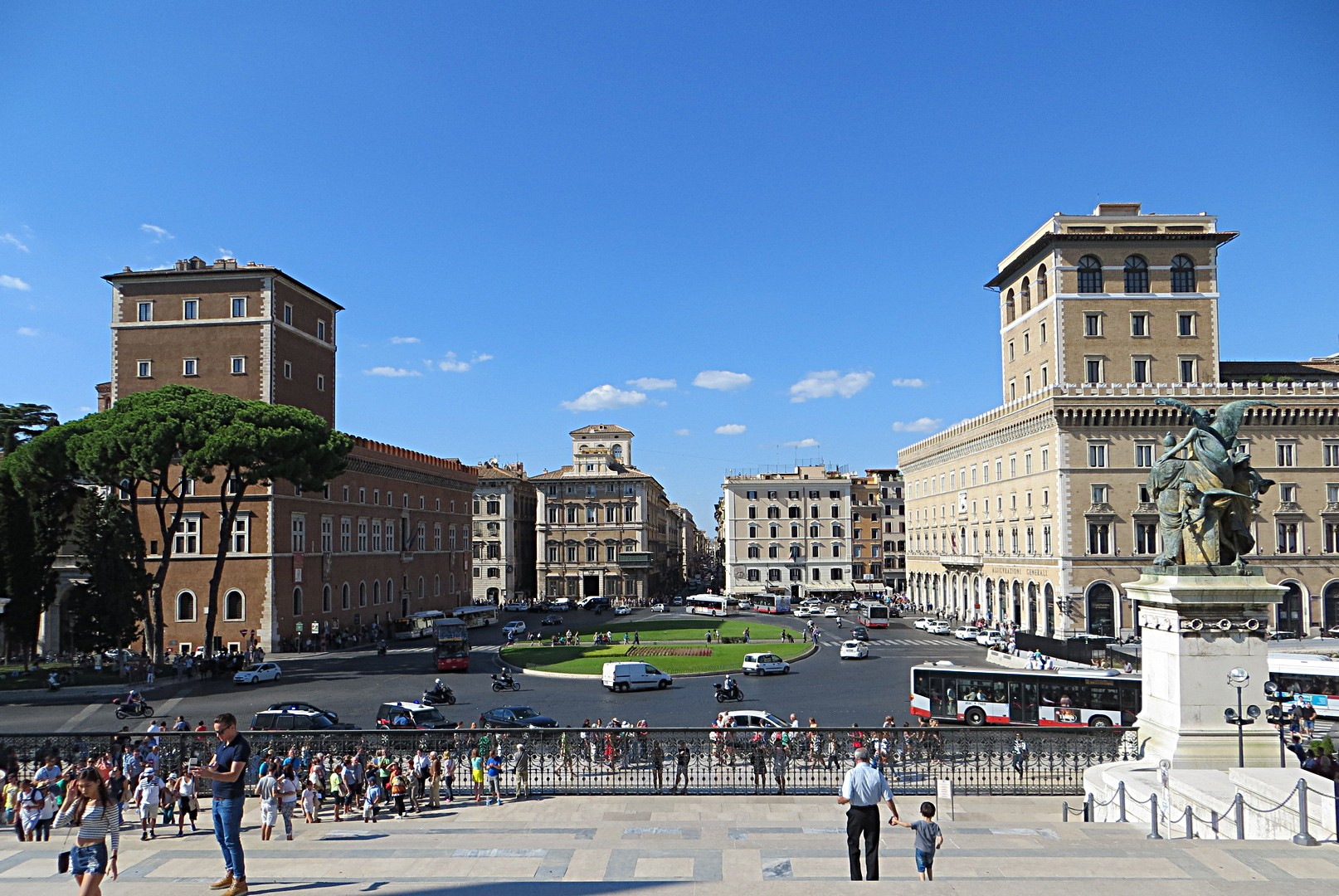
Vista dal Vittoriano che evidenzia la grandiosità intesa dagli urbanisti con la costruzione del Palazzo delle Assicurazioni Generali (a destra) di fronte al suo simile molto più vecchio, il Palazzo Venezia. Sullo sfondo c'è Via del Corso, che collega piazza Venezia a Piazza del Popolo.

Questo palazzo fu costruito tra il 1906 e il 1911 nel luogo dove prima si trovavano Palazzo Bolognetti-Torlonia e Palazzo Nepoti.
I precedenti edifici furono demoliti agli inizi del XX secolo, per permettere l'ampliamento di piazza Venezia, ideato da Giuseppe Sacconi per adeguarla alla presenza del Vittoriano, ampliandone le dimensioni e rendendola simmetrica. Fu Sacconi che delineò l'aspetto generale del nuovo palazzo, poi progettato nel dettaglio dall'architetto Guido Cirilli, coadiuvato da Arturo Pazzi e Alberto Manassei. 
Riprende le caratteristiche fondamentali di Palazzo Venezia, che si trova di fronte, compresa la sua torre quadrata. La facciata è caratterizzata al piano terra da un portico sormontato da una cornice marcapiano dipinta in chiaroscuro e da una lunga serie di bifore romaniche sormontate da piccole finestre. Tra queste piccole finestre, sopra l'ingresso principale, è inserito un bassorilievo del XVI secolo in cui è raffigurato il Leone di san Marco. Il bassorilievo proviene dal torrione del Portello Novo delle mura di Padova. Era il simbolo del dominio della Serenissima. Le truppe repubblicane francesi lo lanciarono nel fossato che circondava la città nel 1797. Recuperato in seguito, fu acquistato e collocato sul palazzo.
Ogni più piccolo particolare decorativo è stato disegnato dal Cirilli, come i lampioni, le inferriate e gli infissi.
Lo spazio commerciale all'angolo con via Cesare Battisti ospitò il famoso Caffè Faraglia, che aveva tra i suoi clienti Gabriele D'Annunzio. Dopo che Mussolini si fu stabilito a Palazzo Venezia, i provvedimenti di vigilanza e le frequenti verifiche ne provocarono la chiusura nel 1933.
La costruzione di questo palazzo è legata alla decisione di costruire il Vittoriano sul pendio del Campidoglio. La distruzione della vecchia piazza papale e degli edifici che erano lì avevano lo scopo di creare un nuovo centro politico per il Regno d'Italia appena creato. L'aspetto attuale di Piazza Venezia riflette quindi un'ideologia che aspirava a creare il mito di una "Terza Roma", dopo quella degli imperatori e quella dei papi. 
Sul lato destro del palazzo si trova una lapide commemorativa che ricorda la scomparsa "via Macel dei Corvi", dove si trovava la casa di Michelangelo, che qui ha vissuto e lavorato.

## Targhe
Come segnala una lapide murata sul lato del palazzo delle Assicurazioni Generali di Venezia che guarda il Vittoriano, tra gli edifici demoliti vi era la casa dove visse e morì Michelangelo Buonarroti; l'edificio non si trovava in piazza Venezia, ma nelle sue immediate vicinanze, in Piazza Macel de' Corvi, anch'essa scomparsa nel corso della sistemazione dell'area. La targa, apposta nel 1871 sulla casa che ospitò Michelangelo, dopo la demolizione fu spostata nel palazzo delle Assicurazioni.
Sotto alla precedente, si trova un'altra targa, posta nel 2004, che ricorda come a piazza Venezia il governo italiano riconobbe il nuovo Stato della Cecoslovacchia; il fatto avvenne nel 1916, in piena Prima guerra mondiale. 
.